# 艾尔玛·豪博尔德
艾尔玛·佩齐亚·豪博尔德（英語：Irma Pezzia Haubold，1908年11月20日—1996年4月4日），美国女子竞技体操运动员。她曾代表美国获得1936年夏季奥运会体操比赛女子团体全能第五名。

## 家庭
丈夫弗兰克·豪博尔德也是体操运动员。